# Mšecké Žehrovice
Mšecké Žehrovice là một làng thuộc huyện Rakovník, vùng Středočeský, Cộng hòa Séc.